# Tom Pappas
Tom Pappas (* 6. září 1976, Azalea, Oregon) je bývalý americký atlet, desetibojař. Po předcích je Pappas poloviční Řek.

## Kariéra
V roce 1999 nedokončil desetiboj na světovém šampionátu v Seville. O rok později reprezentoval poprvé na letních olympijských hrách. V dějišti her, v australském Sydney skončil s výkonem 8 425 bodů na pátém místě. V roce 2001 vybojoval bronzovou medaili na Hrách dobré vůle v Brisbane.
Největší sportovní úspěchy přišly v roce 2003, kdy získal oba tituly mistra světa. Na halovém MS v britském Birminghamu vybojoval titul v sedmiboji v novém osobním rekordu 6 361 bodů. Druhý Lev Lobodin z Ukrajiny získal o 64 bodů méně. Bronz vybojoval český vícebojař Roman Šebrle, který na Pappase ztratil 165 bodů. Na světovém šampionátu v Paříži získal zlatou medaili v desetiboji za 8 750 bodů, opět před naším desetibojařem, tentokrát stříbrným Šebrlem.
Na letních olympijských hrách 2004 v Athénách musel ze závodu odstoupit poté, co si v průběhu osmé disciplíny, skoku o tyči přivodil zranění chodidla. Desetiboj nedokončil také na Mistrovství světa v atletice 2007 v japonské Ósace i na olympiádě 2008 v Pekingu. Svůj talent tak zcela neuplatnil kvůli častým zraněním.
Jeho osobní rekord v desetiboji z roku 2003 má hodnotu 8 784 bodů. Z jeho osobních rekordů se vyjímá například výborný skok do výšky (221 cm) nebo vrh koulí (17,26 m).